# 秀美象法螺

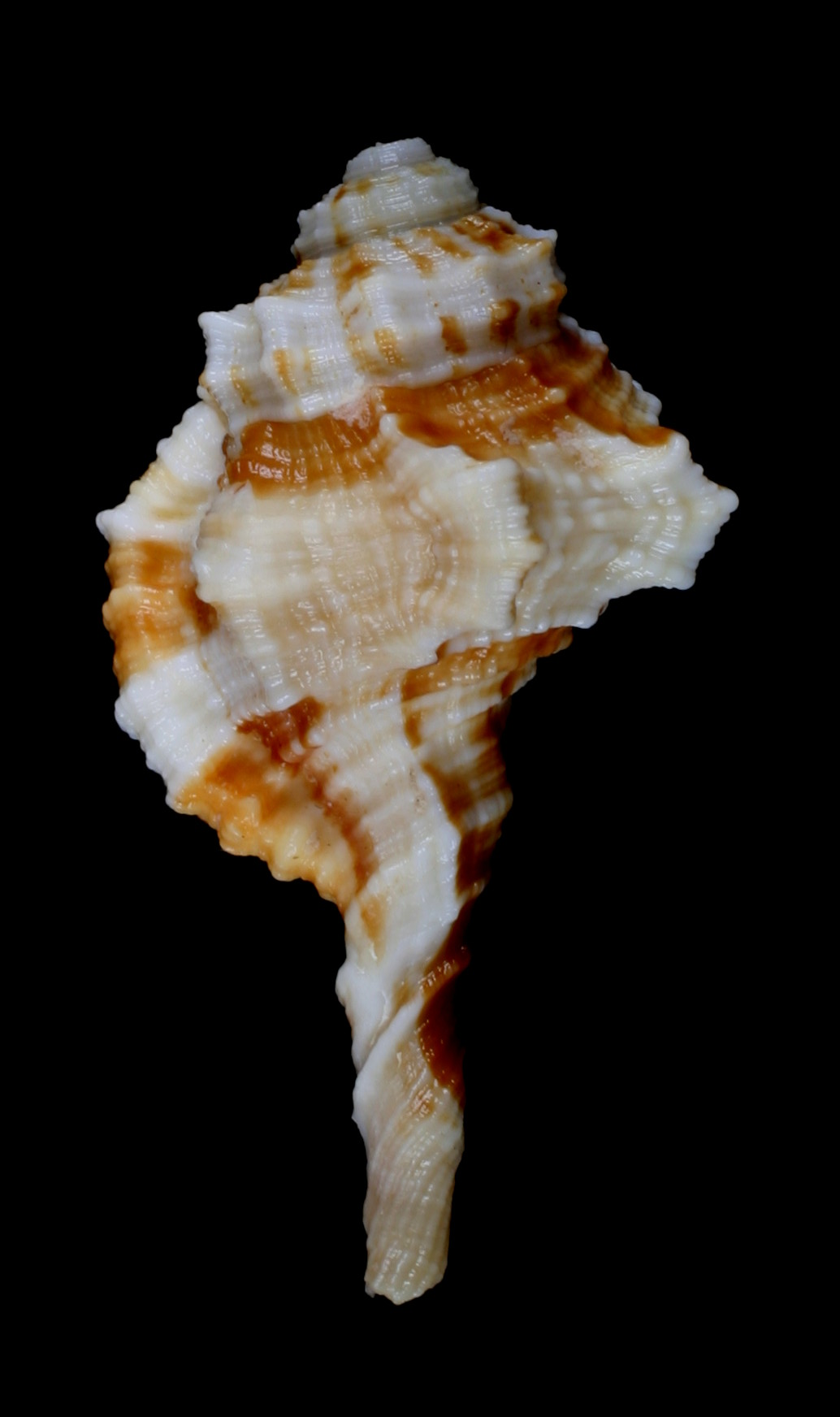
Abapertural view of Ranularia exilis (Reeve, 1844)

秀美象法螺（学名：Ranularia exilis）是一個捕食性海螺的物種，屬於法螺科梭法螺屬的一個海洋腹足纲软体动物。

## 型態描述
螺殻長 40 mm 到 60 mm，殼呈球形，有細長的水管溝，常有不規則的棕色斑塊。

## 分佈
本物種分佈於西太平洋台灣海峽以南的蘭嶼、澎湖及新北市貢寮鄉蚊子坑、越南慶和省及寧順省、菲律賓、新幾內亞及澳洲北部的北領地，印度洋的紅海。
印度洋的標本只發現於紅海、而且體型比太平洋的標本小得多。

## 外部連結
- 維基物種上的相關：秀美象法螺